# 博德雷克斯
博德雷克斯（法語：Baudreix，法語發音：[bodʁɛks]）是法国大西洋比利牛斯省的一个市镇，位于该省东部，属于波城区。

## 地理
博德雷克斯（43°12'21"N, 0°15'27"W）面积2 平方千米，位于法国新阿基坦大区大西洋比利牛斯省，该省份为法国东南部省份，涵盖了贝阿恩与北巴斯克，西临大西洋比斯開灣，北至朗德省，东北接热尔省，东临上比利牛斯省，南与西班牙接壤。
与博德雷克斯接壤的市镇（或旧市镇、城区）包括：阿罗斯德奈、伯斯特、博埃伊-伯赞、布尔代特、拉戈斯、米尔佩克斯。

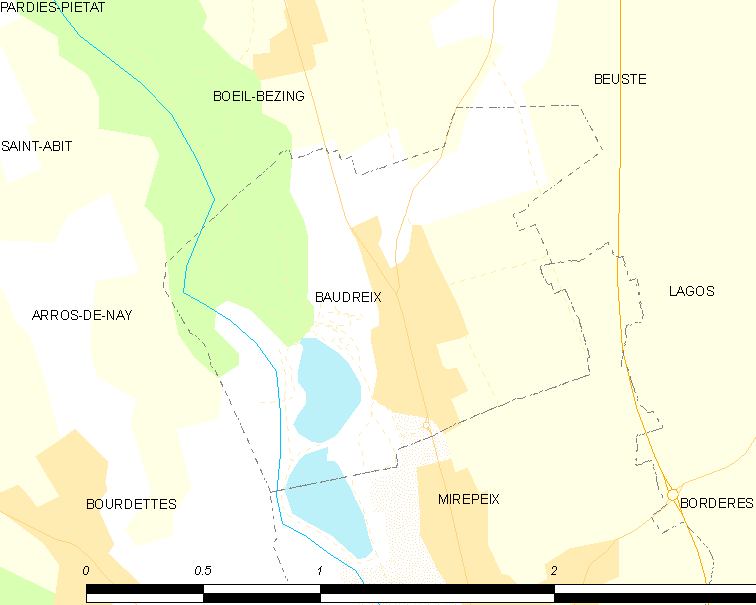
博德雷克斯的OSM定位图

博德雷克斯的时区为UTC+01:00、UTC+02:00（夏令时）。

## 行政
博德雷克斯的邮政编码为64800，INSEE市镇编码为64101。

## 政治
博德雷克斯所属的省级选区为乌斯河与拉关河河谷县。

## 人口

1962-2008年间博德雷克斯人口变化图示

博德雷克斯于2022年1月1日时的人口数量为585人。